# Архангельское телевидение
«Архангельское телевидение» (раннее название — «Архангельское городское телевидение») — региональная телекомпания Архангельской области, производившая телевизионный контент, и одноимённый телеканал, известный под названием АТВ. Компания основана в 1990 году. Телеканал вещал в Архангельске, Северодвинске, Новодвинске и Яграх, а также в Приморском и Холмогорском районах области. Аудитория телеканала насчитывала 637,5 тысяч человек. Закрыт в 2019 году.

## История

### 1990
21 августа — официальный день рождения компании «АТК» (Архангельская Телевизионная Компания). С этого момента началось строительство сети кабельного телевидения в отдельном микрорайоне города — молодёжном жилом комплексе «Соломбала».
Учредителями компании стали ООО «Инфотелеком», ООО «Артелеком», ОАО «Архангельский морской торговый порт», мэрия города Архангельск, ОАО «Красная Кузница» и некоторые другие.
Первыми сотрудниками-основателями компании были Яков Попаренко, Юрий Фирсов, Мансур Салахутднив, Дмитрий Таскаев, Станислав Новицкий.

### 1991
В феврале началось вещание в кабельной сети АТК. В первые месяцы в сети транслировалось 5 телеканалов.
В течение года в телекомпанию перешла целая группа ведущих работников государственного телевидения Архангельска. АТК стала домом для Чуракова Андрея, Алексея Угарова, Юрия Буинского, Олега и Клавдии Хорошавиных, Нины Киселёвой, Бориса Стриги, Тамары Воловой, Игоря Блинова, Татьяны Семеновой и многих других.
В мае вышла первая собственная передача АТК — «Репортаж» о праздновании 9 мая в Архангельске.
Несколько раз выходит передача «Город».
В первые годы коллективом компании было снято множество документальных фильмов о предприятиях области, об интересных людях региона, о культуре Русского Севера, на экологическую и общественно-политическую тематику. АТК активно сотрудничала с зарубежными телекомпаниями. Сюжеты и материалы, снятые архангельскими телевизионщиками, показывались на BBC, немецком и японском телевидении в США.

### 1992
В кабельной сети транслировалось 6 телеканалов и насчитывалось около 2000 абонентов
Редакция телекомпании переехала на Полярную, 6. У телевизионщиков появляются полноценный павильон и студия.
Начинают входить регулярные собственные передачи АТК: «Хорошие новости» и «Служба безопасности». В компанию приходят известные сейчас за пределами области журналисты — Юлия Шахова и Анна Нурпейсова.
Снимаются документальные фильмы о космодроме «Плесецк», полигоне «Новая земля», о траловом флоте Архангельска, об атомной энергетике

### 1999
В январе в Архангельске проходил чемпионат мира по хоккею с мячом. «АТК-Медиа» оказывала информационную и организационную поддержку мероприятию. В сотрудничестве с телекомпании ГТРК «Поморье» и «ТВЦ» существлялись трансляции с чемпионата, которые увидели не только жители области, но и болельщики из других регионов страны.
2 февраля из компании вышел «в свободное плавание» отдел, который уже несколько лет занимался выставочной деятельностью. Таким образом, в Архангельске появилась первая специализированная фирма по организации и проведению выставок товаров и услуг — ООО "Выставочной центр «ПОМОРСКАЯ ЯРМАРКА».
За заслуги в области связи и многолетний добросовестный труд присвоено почётное звание «Заслуженный работник связи Российской федерации» менеджеру телевизионной студии ООО «Архангельская телевизионная компания» Бабину Валерию Владимировичу
Кабельная сеть входит в состав международного телекоммуникационного холдинга Метромедиа Телселл Инк. За счёт модернизации сети до 25 увеличиваются число принимаемых телеканалов.
Начинается издание еженедельника «Телепрограмма АТК», в котором публикуется полная удобная программа всех кабельных телеканалов, анонсы наиболее интересных фильмов и передач. За короткое время тираж газеты вырос с 999 до 10000 экземпляров.
13 августа в эфире появилось «Авторадио», ставшей первые и на долгие годы единственной местной круглосуточной радиостанцией в Архангельске. Частота вещания осталась прежней — 106.4 FM. Молодой коллектив во главе с Ясаром Джафаровым и Евгением Котцовым начал осваивать науку ведения 24-х часового эфира, поиска своего формата и целевой аудитории

### 2000
С 13 января 2000 года начала вещания Архангельская студия «Общественного Российского радио», работающая в информационно-музыкальном формате. Время вещания составляло 4 часа.
За заслуги в области Российской Федерации присвоено почётное звание «Заслуженный работник культуры Российской Федерации» директору по программам и маркетингу ООО «Архангельская телевизионная компания» Новицкому Станиславу Викторовичу
Радиостанция «Европа Плюс Архангельск» под руководством Никитина Василия Евгеньевича стала победителем конкурса радиосети «Европа Плюс» в номинации «За вклад в развитие молодёжной танцевальной культуры».
На базе «Газеты АТК» создаётся рекламно-информационный справочник «Наш северный край». Газета пользуется огромной популярностью, как у рекламодателей, так и у читателей региона.
12 июня выходит первый выпуск программы «Точки над и». С тех пор, каждый будний день жители региона могут услышать от Валентина Иванова анализ главных событий дня.
С 22 и 29 сентября в Архангельске при организационной и информационной поддержки АТК-Медиа происходит 11 Международный фестиваль актёров кино «Созвездие-2000». Архангельск и Северодвинск посетили более 150 звезд российского экрана. Жюри во главе с народным артистом СССР Виктором Степановым признали победителями фестиваля Зинаиду Шарко, Николая Волкова, Наталью Егорову, Леонида Ярмольника, Веру Карпову, Елену Морозову и Александру Домогарова.
В начале декабря под руководством Филиппова Виктора Антоновича выходит первый номер регионального приложения газеты «Известия». В течение почти трёх лет «Известия в Архангельске» ежедневно сообщали о наиболее важных событий города и области.

### 2001
С 5 по 11 марта при организационной и информационной поддержки АТК-Медиа проходит второй фестиваль телевизионного и художественного кино «Сполохи». 16 лучших телефильмов и сериалов составили насыщенную и разнообразную конкурсную программу фестиваля. Победителями кинофестиваля стали фильмы «Остановка по требованию», «Медики», «Граница», «Таежный роман», «Что сказал покойник», «Ведьма».
3 апреля «Русское Радио — Архангельск» вышло в эфир на новой частоте — 103,8 МГц. Сейчас эта частота известна огромному количеству слушателей — постоянная аудитория превышает 200 тысяч человек.
С 4 апреля слушатели Архангельска, Новодвинска, Северодвинска имеют возможность слушать на частоте 104.7 FM самую полную коллекцию рок-н-ролла, произведений «Машина времени», «Чайфа», «Алисы», а также молодых голосов российской рок-сцены в рамках программы «Наше радио».
ООО «Выставочный центр» «ПОМОРСКАЯ ЯРМАРКА» был присвоен статус уполномоченной компании Администрации Архангельской области и мэрии города Архангельска по выставочно-ярмарочной деятельности
За заслуги в области культуры и печати, большой вклад в укрепление дружбы и сотрудничества между народами, многолетнюю плодотворную работу награждён медалью ордена «За заслуги перед Отечеством П. Степени» директор по средствам массовой информации ООО «АТК-Медиа» Мозговой Александр Иванович.
В сентябре «Радио Шансон» начало вещание в Архангельске. На частоте 101.6 МГц настроилось огромное количество поклонников качественной отечественной музыки, которые смогли услышать бардовские шедевры, городские романсы, рок-музыку и песни из любимых кинофильмов.
Осенью специалисты московского телекоммуникационного центра «Останкино» совместно с архангельскими строителями приступили к возведению на территории радиостанции им. Тимме новой телевышки. Большой вклад в организацию проектирования и строительства башни внесли исполнительный директор ООО «АРРТПЦ» Ковлишенко Михаил Юрьевич, технический директор «АТК-Медиа» Салахутдинов Мансур Акрамович, инженер-строитель ООО «АРРТПЦ» Сипович Листалина Ивановна.
15 ноября в Интернете появляется информационный портал «АТК-Медиа», который быстро завоевал популярность, как среди жителей области, так и среди информационных партнёров в других регионах и даже странах. Большой вклад в создание портала внесли руководитель информационной службы холдинга Ларионов С. И. и инженер-техник Шахов В. Н.

### 2004
В январе сетевым партнёром «АТК-Медиа» становится компания «СТС-Москва». С этого времени полюбившиеся местные передачи, такие как «Автограф Дня», «Точки над и», «13-й этаж», «Городские подробности», «Час города» и другие зрители города могут увидеть только на телеканале «СТС».
С января 2004 года увеличивается тираж газеты «Ведомости Поморья». Газета начинает публиковать тиражные таблицы самых популярных телевизионных лотерей.
Выходит в эфир местная студия радиостанции «Шансон».
В июле исполнительным директором ООО «АТК-Медиа» становится Козикова Ольга Владимировна.
Подписано долгосрочное соглашение с мэрией Архангельска о поддержке и организации традиционной городской майской эстафеты.
Существенно увеличивается тираж газеты «Строй-экспресс». Она — первая из рекламных газет начинает распространяться в районе Первых пятилеток. Коллектив ООО «Газеты» во главе со Сметаниным Д. А. и Чуркиным Н. Л. смогли сделать газету популярной среди широкого круга читателей и рекламодателей.

### 2005
В мае АТК и АТК-Медиа впервые в Архангельске организовали прямую веб-трансляцию межрегиональной торгово-промышленной выставки «Архангельск-ЭКСПО» 2005. Специально для этого проекта был создан виртуальный пресс-центр выставки. Выставочный центр «Поморская ярмарка» и участники выставки получили высокоскоростной доступ в Интернет непосредственно со своих брендов.
В июле главным директором ООО «АТК-Медиа» и телекомпании «СТС-Архангельск» утвержден Андрей Чураков.
В августе исполнилось 15 лет со дня основания ООО «Архангельская телевизионная компания», которая стала колыбелью для информационного холдинга «АТК-Медиа». Такой же юбилей работы в компании отметила управляющая делами «АТК-Медиа» Светлана Кузьмина. Много лет работают в компании Кондаков Михаил Юрьевич, Фефилатьева Наталья Александровна, Иванов Валентин Николаевич, Чураков Андрей Анатольевич, Мухина Елена Юрьевна, Лысая Марина Юрьевна, Капуста Дмитрий Иванович.
Летом при организации и финансовой поддержке «Фонда развития и поддержки телевидения в Архангельской области» были перезахоронены на Вологодском кладбище останки основателя современного телевидения Б. Л. Розинга.
С сентября на городском телевидении изменяется сетка вещания. Возобновляется выход программы «Доброе утро, Архангельск», увеличивается число выпусков «Автограф Дня», появляются новые программы: «Бизнес-панорама» и итоговые «Точки над и».
После долгого перерыва возобновляется сотрудничество АТК-Медиа и телекомпания НТВ. 4 ноября в новостных программах телеканала НТВ проходит сюжет об открытии в Архангельске реконструированного проспекта Чумбарово-Лучинского, снятый тележурналистами компании.
29 ноября 2005 года во время показа сериала «Зачарованные» канал СТС-Архангельск отключили от эфирной сети, после чего он перешёл исключительно на кабельное вещание. Передачи СТС-Архангельск начинают выходить на 7 ТВК, там где был СТС, на канале ТВЦ под названием АТК-Медиа. Также передачи по-прежнему транслируются на СТС-Архангельск на кабельной частоте. В городе вещают 2 канала ТВЦ: один вместо СТС на 7 ТВК, второй — ТВЦ-Двина, который позже отключают.

### 2006
В апреле 2006 года канал СТС-Архангельск тоже принимает название АТК-Медиа.

### 2007
Канал имеет название АГТВ, на СТС и ТВ Центре, также меняется логотип, который теперь располагается в левом нижнем углу.

### 2008
С 1 декабря 2008 года на частоте 16,4 МГ в эфир вышла радиостанция «Клюква FM». Это станция с уникальными музыкальным форматом, где помимо позитивной, радостной, весёлой, русскоязычной музыки звучат самые популярные анекдоты, отрывки из кинокомедий, выступление юмористов

### 2009
Канал принимает название АТВ, на СТС и ТВ Центре, также меняется логотип, который располагается в левом верхнем углу.

Вместо логотипа АТВ в рамках СТС вновь, некоторый период, стоит логотип СТС-Архангельск.

### 2012
С января 2012 года, в ночь с 6 на 7 января, АТВ транслирует Богослужение в прямом эфире. Трансляция идёт в эфире канала ТВ Центр, а также ретрансляция АТВ на инфоканале АТК-Новости.

С 1 сентября 2012 года канал АТВ меняет одного из сетевых партнёров. Передачи АТК-Медиа теперь будут выходить на каналах Домашний и ТВ Центр. АТВ уходит с СТС, переходя на Домашний. Вещание АТВ на канале ТВ Центр сохраняется.

### 2017
С осени 2017 года редакция АТВ работает над локальными проектами вновь запущенного телевизионного проекта «Регион 29», вещающего в кабельных сетях Архангельской области на частотах телеканала «Правда Севера» (21-й канал).

### 2018
С весны 2018 года врезки Архангельского телевидения у кабельного оператора АТК в Архангельске стали выходить на 22-м канале. Частоты 10-го канала переданы для вещания федерального канала ТВ Центр. Вещание в остальных населённых пунктах области, а также в аналоговом эфире изменений не претерпело.

### 2019
В декабре выходят последние врезки АТВ на каналах ТВ Центр и Домашний. Команда канала продолжает работу над проектами в составе редакции телеканала «Регион 29» (21-й канал) с круглосуточным вещанием, информационное вещание продолжается во врезках на частотах телеканала ОТР в местных кабельных сетях.